# Amori ridicoli
Amori ridicoli (Směšné lásky) è una raccolta di racconti di Milan Kundera, pubblicata originariamente in tre volumetti usciti negli anni 1963, 1965 e 1968, poi riuniti (tutti i racconti tranne uno) in un unico tomo nel 1970. Nell'edizione di Toronto del 1981 (Sixty-Eight Publishers), Kundera decise di togliere poi un ulteriore racconto, e sarà questa d'ora in avanti la versione canonica e autorizzata del testo.

## Racconti
"Nessuno riderà"Un giovane professore si diverte a ingannare le persone che reputa inferiori a sé. Dopo essersi rifiutato di revisionare il lavoro di un aspirante studioso senza speranze, perde la donna che ama dopo essersi reso conto di amarla.
"La mela d'oro dell'eterno desiderio"Due uomini di mezza età corteggiano delle giovani ragazze. Uno dei due è sposato con la donna che ama, l'altro preferirebbe leggere un libro.
"Il falso autostop"Una giovane coppia improvvisa un gioco di ruolo che inizialmente li eccita, ma che in seguito disgusta l'uno e spaventa l'altra.
"Il simposio"Primo di due racconti che coinvolgono il Dottor Havel, è ambientato in un ospedale, protagonisti sono diversi medici e un'infermiera. Il dottor Havel è famoso per le sue numerose avventure sessuali, l'infermiera è attratta da lui ma lui la rifiuta.
"Che i vecchi morti cedano il posto ai giovani morti"Una donna va in visita alla tomba del defunto marito per scoprire che è stata rimossa per fare posto a quella di un uomo morto "più di recente". L'episodio la colpisce profondamente e stravolge la sua visita a un amore passato.
"Il dottor Havel vent'anni dopo"Il secondo racconto con protagonista il dr. Havel è ambientato dieci anni dopo il precedente. Il dottore si sente meno attraente e sensuale, tuttavia la sua giovane moglie gli ricorda la propria seduttività.
"Eduard e Dio"Un giovane di nome Eduard è fidanzato con una ragazza molto pia ma deve mantenersi distaccato dalla religione a causa del suo lavoro in una scuola. Quando viene visto in chiesa con la ragazza, viene convocato dagli altri insegnanti e dalla direttrice.

## Edizioni italiane
- Amori ridicoli: racconti, traduzione di Serena Vitale, Collana Scrittori italiani e stranieri, A. Mondadori, Milano, 1973.
- Amori ridicoli, traduzione di Giuseppe Dierna [Antonio Barbato], Collana Fabula n.25, Milano, Adelphi, 1988, ISBN 978-88-459-0294-9; Milano, CDE, 1988; Collana gli Adelphi n.67, Milano, Adelphi, 1994, ISBN 978-88-459-1078-4.
- Amori ridicoli, legge: Luisa Gardin, Centro Internazionale del Libro Parlato, Feltre, 2010.